# Hochstadt (Weßling)
Hochstadt ist ein Ortsteil der Gemeinde Weßling im oberbayerischen Landkreis Starnberg. Der noch überwiegend ländlich geprägte Ort hat ca. 800 Einwohner. Der Name stammt von „hochgelegene Stätte“.

## Lage
Das Kirchdorf liegt etwa 2,4 km südwestlich von Weßling. Das Ortszentrum befindet sich auf einer Höhe von 620 m ü. NN. Höchste Erhebung ist der Riedberg mit 645 m ü. NHN.
Der Ort wird von der Kreisstraße Weßling – Unering (STA6) durchquert, von der eine Abzweigung nach Oberbrunn abgeht.
Geologisch liegt Hochstadt an der Grenze zwischen der Isar-Loisach-Jungmoränenlandschaft und der Paar-Isarregion auf einer würmzeitlichen Jungmoräne mit Endmoränenzügen. Nördlich des Ortes findet man zwei Toteislöcher, westlich fließt der Aubach durch ein ehemaliges Kalkmoor, ein wichtiges Biotop für Steinkrebs, Ringelnatter und Elritze.

## Geschichte
Der um 750 gegründete Ort gehörte im Spätmittelalter zum Reichskloster Benediktbeuern. Im 14. Jahrhundert, also unter Kaiser Ludwig dem Bayern, wechselte Hochstadt vom Amtsgericht Weilheim zum Amtsgericht Starnberg.

## Sehenswürdigkeiten
- Katholische Filialkirche St. Jakob. Spätgotische Dorfkirche aus dem 15. Jahrhundert, im 18. Jahrhundert barockisiert, 1752 Turmneubau.

## Gemeindeleben
In Hochstadt gelegen ist das Freizeitheim der Gemeinde Weßling mit einem Veranstaltungs- und Theatersaal.
Hochstadt verfügt über einen Kindergarten, einen Kinderhort, einen Schützenverein, einen Gesangsverein, einen Obst- und Gartenbauverein und die Freiwillige Feuerwehr.

Der Maibaum 2007

2011 wurde in Hochstadt in alter Tradition, ohne technische Hilfsmittel (ausgenommen von sog. „Scharen“), mit purer Muskelkraft der Maibaum aufgestellt. Der Maibaum maß 39,1 m (2007 37,5 m). Im Jahr 2015 stürzte der 36 Meter hohe Baum beim Aufstellen um und zerbrach. Aufgestellt wurde ein drei Meter langes Teilstück.
Bis Juli 2014 fand im Hochstadter Schulgarten (Hortgarten) alle zwei Jahre das Dorffest statt. Es wurde von den Hochstadter Vereinen (MGV D’Riedberger e. V., Aubachschützen Hochstadt e. V., Freiwillige Feuerwehr Hochstadt e. V. und Obst- und Gartenbauverein Hochstadt) ausgerichtet und wurde als Nachfolger des früher alle drei Jahre stattfindenden Weinfestes ins Leben gerufen.

## Persönlichkeiten
In Hochstadt lebte der Tiermaler Josef Dahlem (1872–1955).

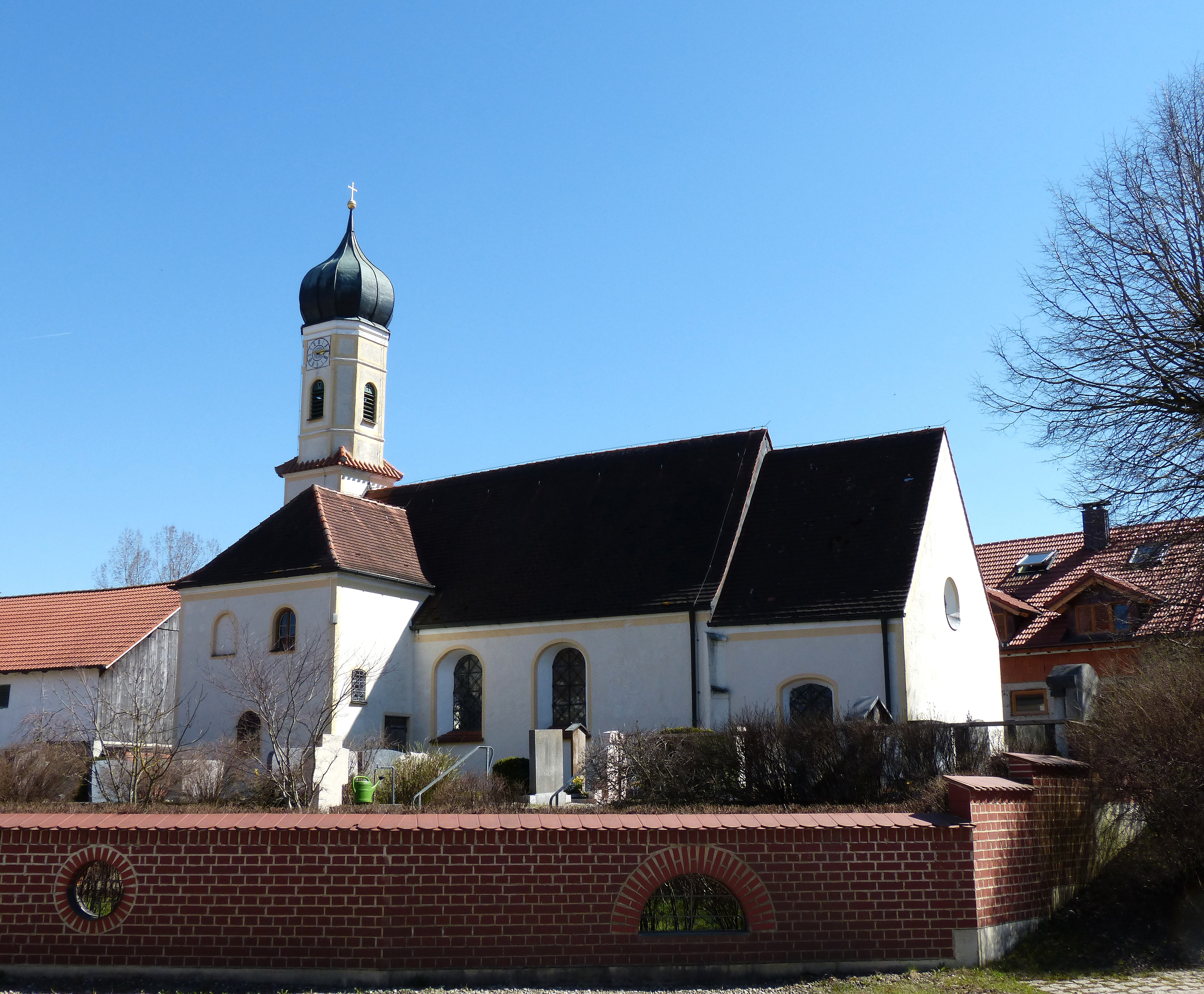
Kirche St. Jakob

Aktuell lebt der Musiker und Komponist Wolfgang Netzer dort.